# Flaithbertach Ua Néill
 Flaithbertach Ua Néill  (né avant 978 mort en 1036) est un roi d' Ailech, un royaume situé dans le nord-ouest de l'Irlande. Il abdique en 1030 et entreprend un  pèlerinage à  Rome, d'où son surnom Flaithbertach an Trostáin (i.e: Flaithbertach du  pèlerinage). À la suite de la mort de son fils Áed en 1033, Flaithbertach abandonne sa retraite et reprend le commandement des Uí Néill du nord. Selon le Baile In Scáil il est même considéré comme un « Rig Érenn co fressabra » (i.e: Haut roi en opposition).

## Situation régionale
Flaithbertach, un petit-fils de  Domnall mac Muircheartach, règne sur le  Cenél nEógain   une des familles des  Uí Néill. Les  Familles Uí Néill du Nord  postérieures, rois de  Tír Eógain et ensuite  comte de Tyrone, descendent  de la lignée de  Flaithbertach une des familles du Cenél nEógain, et leur nom dérive de celui de son arrière-arrière-grand-père  Niall Glúndub. la lignée rivale des  Mac Lochlainn, autre branche du  Cenél nEógain, dont l'importance croîtra dans les générations postérieures à celle de  Flaithbertach descend probablement du frère de Niall Glúndub Domnall mac Áeda
La plus grande partie de la  province d'Ulster, de la rivière Bann à l'est à la rivière Foyle dans l'ouest constitue le domaine du  Cenél nEógain et de ses nombreux vassaux comme l'Airgíalla le plus important. Leur domaine propre  est compris dans l'actuel Comté de  Tyrone, qui porte leur nom s'étend  du  Lough Neagh  au Lough Foyle et vers le nord à Inishowen.
À l'est se trouve le royaume d'Ulster, réduit à guère plus que le moderne Comté de Down et au sud de celui   d'Antrim;  à l'ouest le Tír Conaill  dans l'actuel Comté de  Donegal) est divisé entre les branches d'une autre famille des  Uí Néill, le Cenél Conaill. Et plus au sud se trouvent le  royaume de  Breifne et le  royaume de Mide.
Les rois d'Ailech du  Cenél nEógain  tirent leur nom de  Grianan d'Aileach, une forteresse de pierre de l'âge du fer qui a servi de site pour l'intronisation des anciens rois. Au IXe siècle  le pouvoir du  Cenél nEógain s'est étendu vers l'est dans les domaines du royaume d'Ulster et de l'Airgíalla, et les rois sont désormais  élus  à Tulach Óg (Tullyhogue Fort dans le comté de Tyrone) et inhumés à  Armagh.
Armagh  n'est pas directement sous le contrôle des rois d'Ailech mais reste sous  leur influence et il est précisé  les souverains y possédaient une maison. Bien que  la Province ecclésiastique d'Armagh ait été divisée lors du  synode de  Kells-Mellifont en 1152, son autorité sur les églises du nord et du centre de l'Irlande à l'époque de  Flaithbertach était très grande comme le montrent les première limites fixées entre les provinces établies par le  Synode de Ráth Breasail en 1111, lequel  avait divisé l'Irlande entre  Armagh et Cashel dans le comté de Tipperary. Armagh était non seulement la ville de  Saint Patrick mais aussi dans une certaine  mesure celle du  Cenél nEógain.

## Avant  la bataille de Clontarf
La date de naissance de  Flaithbertach n'est pas connue avec précision mais son  père Muirchertach est tué en 977 par Amlaíb Cuarán. Une entrée complémentaire  des Annales d'Ulster précise que  Flaithbertach est né cette même année. Sa mère est  Cres Cumal des Uí Maine. Son grand-père paternel  Domnall ua Néill, Ard ri Erenn, meurt en  980, et le royaume d' Ailech échoit d'abord à  Fergal mac Domnaill meic Conaing, qui abdique peut-être en 989 et meurt en 1001. Fergal a comme successeur après un interrègne d'une année  l'oncle de  Flaithbertach;  Áed mac Domnaill, qui est réputé être dans sa 29 année lors de sa mort la 10e année de son règne en 1004.
La première mention relative à  Flaithbertach est de  1005 lorsqu'il dirige une expédition contre le  Leth Cathail, une des composantes du royaume d'Ulster dont le roi  Áed mac Tommaltaig, est tué. Flaithbertach pille de nouveau le Leth Cathail en 1007 et tue le successeur d' Áed  Cú Ulad, ce qui détermine la situation prise en  compte lorsqu'en 1005Brian Bóruma vient à  Armagh avec une grande armée et reçoit la soumission de Flaithbertach.
Brian revient en 1006 et de nouveau en 1007, à cette occasion il prend avec lui une partie des otages que  Flaithbertach avait obtenus de l'Ulster, par la force selon les  Annales d'Innisfallen. C'est peut-être à cette époque que  Flaithbertach épouse dans un souci d’apaisement Bé Binn une fille de  Brian dont au moins deux fils sont issus  Áed et Domnall.
Flaithbertach continue à manifester son agressivité envers ses voisins. Il aveugle un roi du  Cenél Conaill puis le met à mort en 1009, il pille ensuite la plaine centrale jusqu'au cours inférieur de la rivière Boyne  plus tard dans l'année. Cette activité incite Brian Boru à revenir dans le nord en 1010, à recevoir de nouveau la soumission de  Flaithbertach et à prendre des otages du  Cenél nEógain avant de revenir à Kincora.
la Cenél Conaill est envahi  en 1011, cette fois Flaithbertach agit comme allié de  Brian, et son armée accompagne celle des fils de Brian  Domnall et Murchad. Une  seconde expédition menée par Brian lui-même plus tard dans l'année entraine la soumission du  Cenél Conaill. Flaithbertach, cependant revient à ses vieux démons  et attaque de nouveau l'Ulster, prenant  Dún Echdach (Duneight, au sud de  Lisburn) et reçoit la soumission du principal roi d'Ulster  Niall mac Duib Tuinne. Il attaque de nouveau l'Ulster et le Cenél Conaill  en 1012.
En 1013 Flaithbertach effectue un raid contre le  royaume de Mide, sur lequel règne l'ancien Ard ri Erenn Mael Seachnaill II Mór. Les deux armées se rencontrent près de  Kells, mais  Máel Sechnaill se retire sans combattre. Cet incident mineur incite les voisins  et concurrents de   Máel Sechnaill à la considérer comme affaibli et vulnérable et une guerre avec le  Leinster et   Dublin  en découle. Le conflit se généralise et se termine  par la  bataille de Clontarf le 23 avril 1014, au cours de laquelle Brian Bóruma est tué bien que ses armées alliées à celle de Máel Sechnaill aient écrasé celles du Leinster et de Dublin.

## Après la bataille de Clontarf
Après la mort de  Brian, Máel Sechnaill et Flaithbertach entreprennent une série de campagnes qui aboutissent au rétablissement de Mael Seachnaill II Mór comme Ard ri Erenn. Selon le  Cogad Gáedel re Gallaib, une œuvre de propagande composée à l'époque du petit-fils de Brian, Muirchertach, en 1002, peu après que  Brian se soit substitué à Mael Seachnaill II Mór comme Ard ri Erenn, Máel Sechnaill  aurait offert d'abandonner sa souveraineté sur l'Irlande en faveur de Áed mac Domnaill, l'oncle de Flaithbertach et son prédécesseur comme roi Ailech en échange de son aide contre  Brian. Le Cogadh avance que  Áed aurait refusé et qu'aucune aide n'est  parvenue à  Máel Sechnaill  de la part du Cenél nEógain et du nord de l'Irlande mais seulement du Connacht. On ignore pourquoi  Flaithbertach accorde à  Máel Sechnaill  l'appui que son oncle lui avait refusé.
Mael Seachnaill II Mór meurt en 1022. Flaithbertach entreprend une campagne dans le Mide en 1025 et reçoit la soumission du royaume de Dublin, mais Donnchad mac Briain  fait de même en 1026, et Flaithbertach également la même année. Le Dublin semble avoir été également une proie tentante pour  Niall mac Eochada, le roi d'Ulster, qui effectue aussi un raid en 1026. Cette même année l'Ulster est pillée et le  Cenél Conaill l'année suivante.
Flaithbertach avait à cette époque près de 50 ans. Son fils  Domnall meurt en 1027 et en 1030 il part en pèlerinage à Rome d'où il revient en  1031. C'est à cette époque qu'il reçoit le surnom de Flaithbertach an Trostáin, c'est-à-dire  Flaithbertach du Pèlerinage (textuellement du personnel du pèlerin) . Cette même année Niall mac Eochada  lance une expédition contre Telach Óg tandis que le fils de Flaithbertach Aed entreprend un raid de représailles. En 1031 Flaithbertach et Aed attaquent  la partie sud de Cénel Conaill .
À cette époque  Flaithbertach abdique et la succession comme roi d' Ailech est assurée par Áed, mais ce dernier meurt dès le 30 novembre 1033. Flaithbertach  sort de sa retraite et redevient roi  une nouvelle fois  les Annales d'Innisfallen  relèvent : "Flaithbertach Ua Néill prend Ailech de nouveau et le nord de l'Irlande se soumet à lui en raison de son ancienneté." 
Cependant il se peut que ce ne soit pas la mort d'Aed qui soit la cause du rétablissement de Flaithbertach et les Annales d'Innisfallen composées dans le sud de l'Irlande place cet événement après  la mort de  Domnall Ua Maíl Doraid du Cenél Conaill. Le second règne de Flaithbertach ne laisse aucune trace . Il meurt en  1036 comme roi d'Ailech.
Flaithbertach n'est pas inclus dans les listes modernes d'Ard ri Erenn.
Néanmoins plusieurs auteurs médiévaux l'identifient avec un roi inclus dans la liste d'Adr ri Erenn Baile In Scáil, et il est peut-être évoqué dans le texte en vers sur l'histoire  des rois d'Irlande et d'Écosse composé dans un style prophétique  nommé  la Prophétie de Berchán.
Ces deux sources sont problématiques et ne sont généralement pas considérées comme des listes de roi d'Irlande, contrairement au très antérieur  Baile Chuinn Chétchathaig, sur lequel  elles ont pris modèle. Sans doute plus  concluant est le fait que le poème historique  du contemporain de Flaithbertach Flann Mainistrech et les compilateurs pro-Uí Néill de la chronique d'Armagh ne le reconnaissent par comme Ard ri Erenn.

## Postérité
À la suite de la mort de  Flaithbertach les Ua Néill sont exclus pour plusieurs générations de la royauté d' Ailech par les Mac Lochlainn et les autres branches familiales. En 1167, son hypothétique descendant ,Áed in Macáem Tóinlesc reçoit finalement une partie du royaume lorsque  Ruaidrí Ua Conchobair divise le Cenél nEógain entre les Mac Lochlainn et les Ua Néill .
Les entrées des Annales d'Ulster mentionnent le nom de plusieurs fils de Flaithbertach.
- Áed mac Flaithbertaig Ua Néill ou Áed Athlaman, roi d'Ailech mort en 1033.
- Domnhall mort en 1027
- Muiredach tué en 1039

## Sources
- (en) Cet article est partiellement ou en totalité issu de l’article de Wikipédia en anglais intitulé « Flaithbertach Ua Néill » (voir la liste des auteurs), édition du 18 avril 2012.
- Byrne, Francis John, Irish Kings and High-Kings, Four Courts Press, Dublin 2011 réédition  (ISBN 1851821961).
- Byrne, Francis John (2005), Ireland and her neighbours, c.1014–1072, in Ó Cróinín, Dáibhí, Prehistoric and Ireland Ireland, A New History of Ireland, I, Oxford: Oxford University Press, p. 862–898,  (ISBN 978-0-19-922665-8).
- Duffy, Seán (2004), Brian Bóruma (Brian Boru) (c.941–1014), Oxford Dictionary of National Biography, Oxford: Oxford University Press, retrieved 2007-10-22
- Duffy, Seán (2004), Ua Néill, Flaithbertach (d. 1036), Oxford Dictionary of National Biography, Oxford: Oxford University Press, retrieved 2008-03-06
- Flannagan, M. T. (2004), Ua Conchobair, Ruaidrí (Rory O'Connor) (c.1116–1198), Oxford Dictionary of National Biography, Oxford: Oxford University Press, retrieved 2008-03-06
- Hudson, Benjamin (2004), Máel Sechnaill mac Domnaill (948–1022), Oxford Dictionary of National Biography, Oxford: Oxford University Press, retrieved 2008-03-06
- Hudson, Benjamin (2005), Viking Pirates and Christian Princes: Dynasty, Religion and Empire in the North Atlantic, Oxford: Oxford University Press,  (ISBN 0-19-516237-4)
- Ó Cróinín, Dáibhí (1995), Early Medieval Ireland: 400–1200, The Longman History of Ireland, London: Longman,  (ISBN 0-582-01565-0)